# Spielekanal
Der Spielekanal (oder auch: Spielekanal.TV) war ein deutscher Fernsehsender, bei dem verschiedene Rätsel- und Spielesendungen ausgestrahlt wurden.

## Geschichte
Am 1. Mai 2004 startete der Spielekanal auf Astra 1H. Es wurden interaktive Spiele und Rätsel live ausgestrahlt. Mitmachen konnte man per SMS unter einer eingeblendeten Nummer.
Nur ein Jahr nach dem Sendestart wurde der Spielekanal am 14. Mai 2005 wieder eingestellt.

## Empfang
Der Spielekanal war zu empfangen auf:
| Satellit | Position  | Signal  | Polarisation | SID   | PID       | Symbolrate   | FEC |
| -------- | --------- | ------- | ------------ | ----- | --------- | ------------ | --- |
| ASTRA 1H | 19,2° Ost | digital | horizontal   | 12618 | 1053/1054 | 22,0 MSymb/s | 5/6 |